# Sadayoshi Tanabe
Sadayoshi Tanabe (田邊 定義 Tanabe Sadayoshi?, 20 de octubre de 1888 - 18 de enero de 2000) fue un académico y bibliógrafo nacido en Nichiman, Tottori, en Japón. Tanabe empezó su carrera como un trabajador municipal para la ciudad de Kure, en la prefectura de Hiroshima. Más tarde, trabajó en el Instituto de Investigación Municipal de Tokio (東京市政調査会 Tōkyō Shisei Chōsakai?), y poco después se convirtió en secretario del mismo. Tanabe ayudó a establecer un programa de intercambio con la Universidad de Míchigan y el Centro de Estudios Japoneses, fundado en la prefectura de Okayama en 1950. Tanabe, tras una larga carrera en el gobierno municipal, tuvo una gran historia oral con el entrevistador Suruki Akagi en 1971. Tanabe relató sus experiencias en la gobernancia local de Japón, que abarcó gran parte del era Shōwa (1926 - 1989).

## Longevidad
Tanabe fue también un supercentenario y el hombre vivo más anciano de Japón, y se pensó que era el hombre vivo más anciano del mundo en el momento de su muerte, al llegar a los 111 años, aunque John Painter fue validado siendo un mes más anciano, lo cual indica que Tanabe fue el segundo hombre vivo más anciano del mundo en el momento de su muerte. Fue uno de los pocos supercentenarios conocidos por algo más que por su longevidad. No tenía ningún parentesco cercano con Tomoji Tanabe, el hombre vivo más anciano del mundo desde 2007 hasta 2009.
- 25 de diciembre de 1998 — Walter Richardson muere, y Tanabe se convierte en el quinto hombre vivo más anciano del mundo.
- 11 de febrero de 1999 — Salvatore Fiore muere, y Tanabe se convierte en el cuarto hombre vivo más anciano del mundo.
- 29 de abril de 1999 — Denzo Ishizaki muere, y Tanabe se convierte en el hombre vivo más anciano de Japón y en el tercer hombre vivo más anciano del mundo.
- 20 de octubre de 1999 — Se convierte en el tercer hombre japonés en alcanzar los 111 años.
- 15 de noviembre de 1999 — Antonio Urrea-Hernández muere, y Tanabe se convierte en el segundo hombre vivo más anciano del mundo, tras John Painter.
- 18 de enero de 2000 — Tanabe, de 111 años y 90 días, muere en Kawasaki en la prefectura de Kanagawa en Japón. En el momento de su muerte, Tanabe era la persona más anciana nacida en Tottori. En el título del hombre vivo más anciano de Japón, le sucede Yukichi Chuganji.[7]

## Trabajos
- Sadayoshi Tanabe, ed. (1952). 公明選挙の運動事業槪要 [Un Estudio de los Movimientos y el Trabajo en unas Elecciones Justas] (en japonés). Tokio: Kōmeisenkyorenmei. OCLC 33710926.
- Tanabe, Sadayoshi (1971).  Naiseishi Kenkyūkai, ed. 田辺定義氏談話速記錄 [Un Registro de Discusiones con Sadayoshi Tanabe]. Naiseishi kenkyū shiryō (en japonés). 90-92. Tokio: Naiseishi Kenkyūkai. OCLC 122841235.
- Tanabe, Sadayoshi (1978).  Naiseishi Kenkyūkai, ed. 市政奉仕七十年: 田辺定義先生の語る [70 Años de Servicio al Gobierno Municipal: Discusiones con el Profesor Sadayoshi Tanabe] (en japonés). Tokio: Tanabe-san Sotsujukinen Kankōkai. OCLC 33509891.